# Rally-VM 2006
Rally-VM 2006 kördes över 16 deltävlingar. Sébastien Loeb, Frankrike vann slutsegern.

## Statistik

### Delsegrare
| Datum           | Rally               | Vinnare         | Märke   |
| --------------- | ------------------- | --------------- | ------- |
| 20-22 januari   | Monte Carlo-rallyt  | Marcus Grönholm | Ford    |
| 3-5 februari    | Svenska rallyt      | Marcus Grönholm | Ford    |
| 3-5 mars        | Mexikanska rallyt   | Sébastien Loeb  | Citroën |
| 24-26 mars      | Katalanska rallyt   | Sébastien Loeb  | Citroën |
| 7-9 april       | Korsikanska rallyt  | Sébastien Loeb  | Citroën |
| 28-30 april     | Argentinska rallyt  | Sébastien Loeb  | Citroën |
| 19-21 maj       | Sardinienrallyt     | Sébastien Loeb  | Citroën |
| 2-4 juni        | Akropolisrallyt     | Marcus Grönholm | Ford    |
| 11-13 augusti   | Tyska rallyt        | Sébastien Loeb  | Citroën |
| 18-20 augusti   | Finska rallyt       | Marcus Grönholm | Ford    |
| 1-3 september   | Japanska rallyt     | Sébastien Loeb  | Citroën |
| 22-24 september | Cypriotiska rallyt  | Sébastien Loeb  | Citroën |
| 13-15 oktober   | Turkiska rallyt     | Marcus Grönholm | Ford    |
| 27-29 oktober   | Australienrallyt    | Mikko Hirvonen  | Ford    |
| 17-19 november  | Nyzeeländska rallyt | Marcus Grönholm | Ford    |
| 1-3 december    | Brittiska rallyt    | Marcus Grönholm | Ford    |

### Slutställning
| Placering | Förare          | Bil     | Poäng |
| --------- | --------------- | ------- | ----- |
| 1         | Sébastien Loeb  | Citroën | 112   |
| 2         | Marcus Grönholm | Ford    | 111   |
| 3         | Mikko Hirvonen  | Ford    | 57    |
| 4         | Manfred Stohl   | Peugeot | 54    |
| 5         | Dani Sordo      | Citroën | 49    |
| 6         | Petter Solberg  | Subaru  | 40    |